# US Open 2020 (gra pojedyncza na quadach)
US Open 2020 – gra pojedyncza na quadach – zawody singlowe na quadach, rozgrywane w ramach drugiego w sezonie wielkoszlemowego turnieju tenisowego, US Open. Zmagania miały miejsce w dniach 10–13 września na twardych kortach USTA Billie Jean King National Tennis Center w Nowym Jorku.

## Zawodnicy rozstawieni
| Numer | Tenisista        | Osiągnięcie  |
| ----- | ---------------- | ------------ |
| 01    | Dylan Alcott     | finał        |
| 02    | Andrew Lapthorne | faza grupowa |

## Drabinka

#### Klucz
- w/o – walkower
- k – krecz
- d – dyskwalifikacja
- Q – kwalifikant
- WC – dzika karta
- LL – szczęśliwy przegrany
- Alt – zawodnik zastępczy
- PR – ochrona rankingu
- SE – specjalna przepustka
- ITF – ranking ITF
- JE – ranking juniorski

### Faza finałowa
|  |       |              |    |   |   |
|  | Finał |              |    |   |   |
|  |       |              |    |   |   |
|  |       |              |    |   |   |
|  |       |              |    |   |   |
|  | 1     | Dylan Alcott | 65 | 6 | 4 |
|  | 1     | Dylan Alcott | 65 | 6 | 4 |
|  | WC    | Sam Schröder | 7  | 0 | 6 |
|  | WC    | Sam Schröder | 7  | 0 | 6 |
|  |       |              |    |   |   |

### Faza grupowa
|    |                  | Dylan Alcott                      | Andrew Lapthorne               | David Wagner                      | Sam Schröder              | Mecze W–L | Sety W–L | Gemy W–L | Miejsce |
| 1  | Dylan Alcott     |                                   | 6:1, 7:6(4) 11 września 2020   | 6:1, 6:7(8), 6:0 12 września 2020 | 6:2, 6:4 10 września 2020 | 3–0       | 6–1      | 43–21    | 1.      |
| 2  | Andrew Lapthorne | 1:6, 6:7(4) 11 września 2020      |                                | 6:2, 2:6, 6:4 10 września 2020    | 2:6, 1:6 12 września 2020 | 1–2       | 2–5      | 24–37    | 3.      |
|    | David Wagner     | 1:6, 7:6(8), 0:6 12 września 2020 | 2:6, 6:2, 4:6 10 września 2020 |                                   | 5:7, 4:6 11 września 2020 | 0–3       | 2–6      | 29–45    | 4.      |
| WC | Sam Schröder     | 2:6, 4:6 10 września 2020         | 6:2, 6:1 12 września 2020      | 7:5, 6:4 11 września 2020         |                           | 2–1       | 4–2      | 31–24    | 2.      |

## Pula nagród
| Runda           | Pieniądze ($) | Punkty |
| Zwycięzca       | 21 600        | 800    |
| Finalista       | 10 800        | 500    |
| Trzecie miejsce | 7800          | 375    |
| Czwarte miejsce | 7800          | 100    |